# Васильев, Игорь Александрович
И́горь Алекса́ндрович Васи́льев (род. 5 июня 1945 года, Москва) — российский психолог, профессор кафедры общей психологии факультета психологии МГУ им. М. В. Ломоносова (1999), доктор психологических наук (1999). Член совета по защите диссертаций факультета психологии МГУ; состоит в Российском психологическом обществе.

## Биография
В 1970 году с отличием окончил факультет психологии МГУ им. М.В. Ломоносова. В этом же году стал младшим научным сотрудником на кафедре общей психологии в лаборатории психологии мышления.
В 1976 году защитил кандидатскую диссертацию на тему: «Теоретическое и экспериментальное исследование интеллектуальных эмоций», Институт психологии АН СССР.
С 1977 по 1989 был ассистентом на факультете психологии МГУ, кафедра общей психологии.
С 1980 по 1981 являлся стипендиатом DAAD (немецкая служба академических обменов) — 10 месяцев, Рурский университет, г. Бохум, ФРГ, институт психологии, кафедра общей психологии и психологии развития (зав. кафедрой проф. Х.Хекхаузен).
В 1989 стал доцентом на факультете психологии МГУ им. М. В. Ломоносова, на кафедре общей психологии.
В 1991 году был приглашен в качестве гостя-исследователя в проектную группу когнитивной антропологии Общества Макса Планка (3 месяца, ФРГ). Приглашение служило цели подготовки и проведения совместного исследовательского проекта в области «решения сложных проблем», университет Бамберг, кафедра психологии (зав. кафедрой проф. Д.Дернер).
С 1993.10-12 — стипендиат DAAD (немецкая служба академических обменов (3 месяца), университет Оснабрюк, кафедра дифференциальной психологии и исследования личности (зав. кафедрой проф. Ю.Куль), совместное исследование в области мотивационной регуляции мышления.
В 1994.10-12 Игорь Александрович стал стипендиатом DFG (немецкое исследовательское общество, 3 месяца), университета Оснабрюк на кафедре дифференциальной психологии и исследования личности (зав. кафедрой проф. Ю.Куль), продолжение совместного исследования в области личностно обусловленных различий в мотивационной и эмоциональной регуляции мышления при решении сложных проблем
В 1998 году защитил докторскую диссертацию на факультете
психологии МГУ им. М.В.Ломоносова на тему: «Мотивационно
эмоциональная регуляция мыслительной деятельности».
И с 1999 является профессором кафедры общей психологии факультета
психологии МГУ им. М.В.Ломоносова.

## Научная деятельность
Игорь Александрович изучает эмоциональную и мотивационную регуляцию мыслительной деятельности человека. Им было показано, что эмоции возникают в процессе образования невербализованных операциональных смыслов на непознаваемом уровне переработки информации.
В дальнейшем он обосновал и развил новое научное направление, которое называлось «Концепция мотивационно-эмоциональной регуляции мыслительной деятельности на разных этапах её осуществления». После стажировки в Германии и ряда научных командировок, вместе с коллегами стал разрабатывать компьютерное моделирование ситуаций для психологического эксперимента в области психологии мышления, мотивации и эмоциональной регуляции деятельности, а также компьютерное моделирование сложных ситуаций, в частности, в области предпринимательства и менеджмента для исследования стратегического мышления предпринимателей и менеджеров.
Также, Игорь Александрович разработал диагностику типа и уровня самоуправления человека в сложных ситуациях. Помимо всего вышеперечисленного, в его сферу научных интересов входило создание и адаптация инструментов диагностики. В частности, адаптация к русской популяции батареи методов диагностики самоуправления, разработанной в лаборатории проф. Ю.Куля (Германия)..
В дальнейшем Игорь Александрович провёл исследование мотивационной и эмоциональной регуляции мышления при взаимодействии человека со сложными системами, представленными в форме компьютерных моделей.

## Преподавательская деятельность
Васильев Игорь Александрович читает курс лекций по общей психологии в МГУ им. М.В. Ломоносова на факультете психологии. А также ведет спецкурс по психологии мотивации и целеобразования.
Подготовил 2 кандидатов и опубликовал более 60 научных работ.

## Публикации
1. К анализу процессов целеобразования // Психологические исследования творческой деятельности. М.: Наука, 1975. (в соавт. с В. А. Тереховым).
2. История и современное состояние проблемы интеллектуальных эмоций и чувств // «Искусственный интеллект» и психология. — М.: Наука, 1976.
3. Соотношение процессов целеобразования и интеллектуальных эмоций в ходе решения мыслительных задач // Психологические механизмы целеобразования. — М.: Наука, 1977.
4. Эмоции и мышление. — М.: Изд-во Московского университета, 1980. (в соавт. с В. Л. Поплужным, О. К. Тихомировым).
5. Мотивация и контроль за действием. — М.: Изд-во Московского университета, 1991. (в соавт. с М. Ш. Магомед-Эминовым).
6. Развитие деятельностного подхода в психологии мышления // Традиции и перспективы деятельностного подхода в психологии (Школа А. Н. Леонтьева). — М. Смысл, 1999. (в соавт. с О. К. Тихомировым, Ю. Д. Бабаевой, Н. Б. Березанской, А. Е. Войскунским).
7. К вопросу о возникновении эмоций в структуре мыслительной деятельности // Психология технического творчества (Материалы докладов симпозиума). — М.
8. Исследование процессов целеобразования при решении мыслительных задач // Вопросы психологии. — 1975. — № 1. (в соавт. с В. А. Тереховым).
9. Психологический анализ некоторых условий возникновения интеллектуальных эмоций // Труды IV международной конференции по искусственному интеллекту. — М.: Изд-во АН СССР, 1975.
10. Исследования соотношения познавательных и эмоциональных процессов в американской психологии // Вопросы психологии. — 1976. — № 2.
11. К анализу условий возникновения интеллектуальных эмоций // Психологические исследования интеллектуальной деятельности. — М.: Изд-во Московского университета, 1979.
12. Анализ современной информационной концепции мышления // Вопросы психологии. — 1983. — № 5.
13. Эмоциональная регуляция мыслительной деятельности. // Актуальные проблемы современной психологии. — М.: Изд-во Московского университета, 1983.
14. Влияние индивидуальных психологических различий на процесс решения проблем // Вопросы психологии. — 1985 — № 1 (в соавт. с Ю.Куль, ФРГ).
15. An Information-processing perspectiveon motivation: Intrinsic task-involvement, problem-solving, and the complexity of action plans // In G.D’Ydewalle (Ed) Cognition, In-formation Processing, and Motivation. Amsterdam: North-Holland, 1985 (в соавт. с Ю.Куль, ФРГ).
16. Особенности мотивации и целеобразования в учебной деятельности студентов младших курсов // Вестн. Моск. Ун-та, серия 14, психология, 1987, № 2. (в соавт. с Р. Р. Бибрих).
17. Эмоции в системе мыслительной деятельности // Эмоциональная регуляция учебной деятельности. — М., 1988, АН СССР.
18. К вопросу о личностных детерминантах мыслительной деятельности // Вестн. Моск. Ун-та, серия 14, психология, 1989, № 3. (в соавт. с Хусаиновой Н. Р.).
19. Эмоциональная регуляция творческой деятельности. — Симферополь, 1991.
20. Гуманитарная и естественнонаучная парадигмы в современных исследованиях эмоций // Психологический журнал. — 1992, — № 6.
21. Роль интеллектуальных эмоций в регуляции мыслительной деятельности // Психологический журнал. — 1998.